# Clusiosoma daruense
Clusiosoma daruense är en tvåvingeart som beskrevs av Hardy 1986. Clusiosoma daruense ingår i släktet Clusiosoma och familjen borrflugor. Inga underarter finns listade i Catalogue of Life.